# Дона (песня)
«Дона» (макед. Дона) — песня македонской исполнительницы Калиопи, представляющая страну на конкурсе песни Евровидение 2016; Авторами песни стали сама Калиопи и Ромео Грилл.
24 ноября было объявлено, что представителем Республики Македонии на Евровидении станет Калиопи. Ранее она уже была участником Евровидения в 2012 году с песней «Црно и бело». 16 февраля было представлено название песни и её авторы. Премьера песни состоялась 7 марта во время на телешоу Kaliopi za Makedonija. Сингл с песней был издан 21 марта на собственном звукозаписывающем лейбле Калиопи.

## Список композиций
| №  | Название | Длительность |
| -- | -------- | ------------ |
| 1. | «Dona»   | 3:00         |

## Хронология издания
| Страна | Дата          | Формат               | Лейбл                    |
| ------ | ------------- | -------------------- | ------------------------ |
| Мир    | 21 марта 2016 | цифровая дистрибуция | Kaliopi Music Production |